# Chromatica
Chromatica is het zesde studioalbum van de Amerikaanse zangeres Lady Gaga. Het album kwam uit op 29 mei 2020 door Interscope Records. Het album dat normaal op 10 april 2020 zou uitkomen, werd enkele weken uitgesteld door de uitbraak van de coronapandemie. Chromatica wordt, in tegenstelling tot haar voorgaande album, tot het dance-pop en electropop gerekend, met invloeden uit de EDM en discowereld. Op het album staan ook samenwerkingen met Ariana Grande, Elton John en BLACKPINK.

## Achtergrond

### Artwork
Een tijdelijke hoes werd bekend gemaakt samen met de pre-order van het album. Deze hoes bestond uitsluitend uit een soort yin-yangsymbool op een roze achtergrond. 
Op 5 april 2020 kwam de werkelijke artwork van het album vrij. Op dit album staat de zangeres wel afgebeeld, met roze haar. De gelijkenis met de voorgaande artwork is snel gemaakt, gezien de zangeres op het symbool afgebeeld staat in zwarte, extravagante kledij.    

## Singles
Stupid Love kwam op 28 februari 2020 uit als eerste single van het album. Het nummer kreeg positieve reviews en haalde matige tot goede resultaten in de hitlijsten wereldwijd.
Rain on Me kwam uit als tweede single van het album op 22 mei 2020. Deze single met gastartiest Ariana Grande debuteerde zowel in het Verenigd Koninkrijk als in de Verenigde Staten op 1. Ook in België en Nederland haalde de single gemakkelijk de top 10. 
Een dag voor het album werkelijk uitkwam bracht Gaga Sour Candy uit als promotiesingle van het album. 
911 werd als derde single uitgebracht op 18 september 2020. De bijbehorende muziekvideo bevat niet alleen 911, maar ook Chromatica II van het album. 

## Tracklist
| Nr. | Titel                            | Schrijver(s) | Producent(en)                                       | Duur |
| --- | -------------------------------- | --- | --------------------------------------------------- | ---- |
| 1.  | "Chromatica I"                   | Lady Gaga, Morgan Kibby | Gaga, Kibby                                         | 1:00 |
| 2.  | "Alice"                          | Gaga, BloodPop, Axel Hedfors, Justin Tranter, Johannes Klahr                                                                                  | Tchami                                              | 2:57 |
| 3.  | "Stupid Love"                    | Gaga, BloodPop, Max Martin, Martin Joseph Léonard Bresso, Ely Rise                                                                            | BloodPop, Rice, Thami, Martin                       | 3:13 |
| 4.  | "Rain on Me" (ft. Ariana Grande) | Gaga, BloodPop, Ariana Grande, Matthew Burns, Nija Charles, Rami Yacoub, Bresso, Alexander Ridha                                              | BloodPop, Rice, Tchami                              | 3:02 |
| 5.  | "Free Woman"                     | Gaga, BloodPop, Hedfors, Klahr | BloodPop, Rice, Axwell                              | 3:11 |
| 6.  | "Fun Tonight"                    | Gaga, BloodPop, Hedfors, Klahr | BloodPop, Rice, Burns                               | 2:53 |
| 7.  | "Chromatica II"                  | Gaga, Kibby | Gaga, Kibby                                         | 0:41 |
| 8.  | "911"                            | Gaga, BloodPop, Madeon, Tranter | BloodPop, Rice, Madeon                              | 2:52 |
| 9.  | "Plastic Doll"                   | Gaga, BloodPop, Skrillex, Yacoub, Jacob "Jkash" Hindlin                                                                                       | BloodPop, Rice, Skrillex                            | 3:41 |
| 10. | "Sour Candy" (ft. Blackpink)     | Gaga, BloodPop, Burns, Yacoub, Madison Emiko Love, Teddy Park                                                                                 | BloodPop, Rice, Burns                               | 2:37 |
| 11. | "Enigma"                         | Gaga, BloodPop, Burns, Hindlin | BloodPop, Rice, Burns                               | 2:59 |
| 12. | "Replay"                         | Gaga, BloodPop, Burns | Burns, Rice                                         | 3:06 |
| 13. | "Chromatica III"                 | Gaga, Kibby | Gaga, Kibby                                         | 0:27 |
| 14. | "Sine From Above"                | Gaga, BloodPop, Elton John, Hedfors, Yacoub, Richard Zastenker, Vincent Pontare, Sebastian Ingrosso, Klahr, Rice, Ryan Tedder, Salem Al Fakir | BloodPop, Rice, Burns, Axwell, Liohn, Klahr, Yacoub | 4:04 |
| 15. | "1000 Doves"                     | Gaga, BloodPop, Bresso, Yacoub | BloodPop, Tchami                                    | 3:35 |
| 16. | "Babylon"                        | Gaga, BloodPop, Burns | Rice, BloodPop, Tchami, Burns                       | 2:41 |